# 卡洛·阿尔贝托号装甲巡洋舰
“卡洛·阿尔贝托”号装甲巡洋舰（義大利語：Carlo Alberto）是19世纪90年代为意大利皇家海军建造的两艘韦托尔·皮萨尼级装甲巡洋舰中的第二艘。在其服役生涯中曾多次被派往海外，尤其是远东和南美洲。该舰在1902年被国王维托里奥·埃马努埃莱三世用作皇家游艇。在此期间，本舰也曾被用于古列尔莫·马可尼的无线电实验。在1911年意土战争开始之前，“卡洛·阿尔贝托”号被作为训练船。在战争期间，本舰参与了支援意大利在利比亚的军事行动。在第一次世界大战期间，本舰几乎处于停用状态，并在1917年到1918年间改装成军用运输舰。最终，本舰于1920年被从海军名单中除名，随后被拆解出售。

## 设计和描述

1902年《海军年鉴》中的“卡洛·阿尔贝托”号装甲巡洋舰的舰体右立面以及俯视平面图

“卡洛·阿尔贝托”号和姊妹舰“韦托尔·皮萨尼”号的垂间长度为99（324英尺10英寸），总长度为105.7（346英尺9英寸），舷宽18.04（59英尺2英寸），吃水深7.2（23英尺7英寸）。在正常负载时本舰的排水量为6,397公噸（6,296長噸），满载排水量为7,057公噸（6,946長噸）。韦托尔·皮萨尼级一般配备编制为28名军官和472至476名士兵。

### 推进器
本舰由两台立式三胀蒸汽机提供动力，每台蒸汽机驱动一个螺旋桨轴。这些蒸汽引擎的蒸汽由8座苏格兰船用锅炉提供，而产生的废气则通过舰中部的两个烟囱中排出。设计上，本舰的最大输出功率为13,000匹指示馬力（9,700千瓦特），速度为19節（35每小時；22英里每小時）。“卡洛·阿尔贝托”号在海上试航时，尽管发动机的功率达到了13,219匹指示馬力（9,857千瓦特），航速却只达到19.1節（35.4每小時；22.0英里每小時）。该舰可以以10節（19每小時；12英里每小時）的航速达到5,400海里（10,000；6,200英里）的巡航半径。

### 武装
“卡洛·阿尔贝托”号的主要武器装备包括12门单装152/40 A型1891式速射炮。这些火炮全都被安装在两侧舷，其中8门安装在上甲板，另外4门安装在中央装甲堡的四角的装甲炮郭内。舰首和舰尾各安装了1门40倍径的120/40 A型1891式速射加农炮，其余两门120（4.7英寸）火炮安装在152（6.0英寸）火炮之间的主甲板上。为了防御鱼雷艇，该船装备了14门单装57（2.2英寸）哈乞开斯速射炮和8门37（1.5英寸）哈乞开斯速射炮。此外本舰还配备了四具450（17.7英寸）鱼雷发射管。

### 防护
“卡洛·阿尔贝托”号船中部150（5.9英寸）厚的装甲带保护，舰首和舰尾减少到110（4.3英寸）。上层装甲也有150毫米厚，也安装于舰体舯部，并向上延伸到上层甲板的高度。弯曲的装甲甲板厚3.7厘米。指挥塔的装甲厚度也是150毫米，每门152毫米舰炮都有一枚5（2.0英寸）的炮盾保护。

## 建造和服役

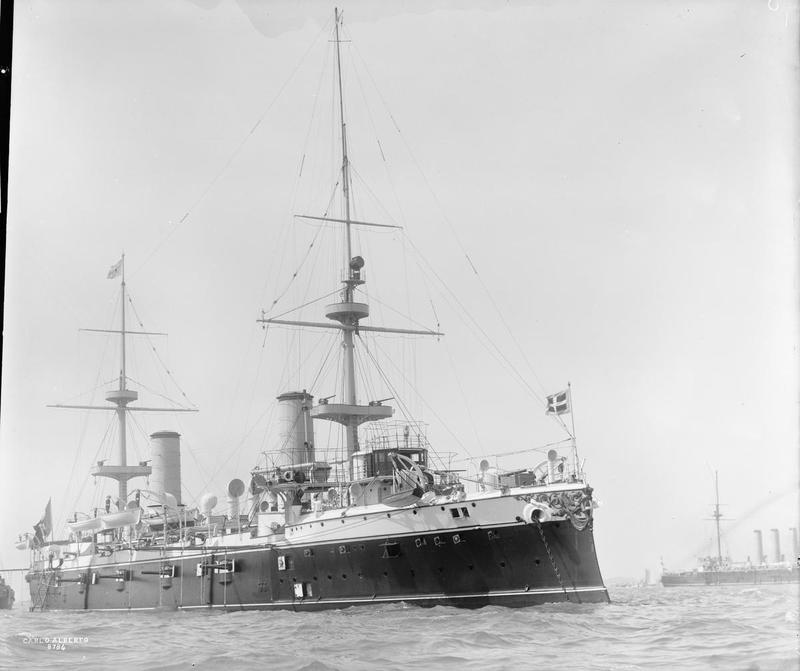
1902年，“卡洛·阿尔贝托”号抛锚中

“卡洛·阿尔贝托”号以国王卡洛·阿尔贝托命名。1892年2月1日，本舰在拉斯佩齐亚的拉斯佩齐亚兵工厂开建，1896年9月23日下水，并于1898年5月1日竣工。当年晚些时候，该舰被派往南美洲，并于1899年2月28日返回意大利。同年底，本舰被派往远东，并于1900年6月1日再次返回。此后，本舰被分配给地中海舰队。
1902年，“卡洛·阿尔贝托”号在英国国王爱德华七世和亚历山德拉王后的加冕典礼时，担任意大利国王维托里奥·埃马努埃莱三世的皇家游艇。同时古列尔莫·马可尼也在舰上陪同，并在途中进行无线电实验。加冕典礼原定于6月26日举行，但最终由于爱德华七世的病情而改在8月9日举行。在此期间，本舰载着维托里奥·埃马努埃莱三世去喀琅施塔得与沙皇尼古拉二世会面，又在加冕仪式举行前返回英格兰，随后参加了8月16日在斯匹海特港举行的阅舰式。在返航途中，马可尼在他位于康瓦尔郡普尔杜的站点进行了远距离无线电实验。维托里奥·埃马努埃莱三世在9月将本舰借给马可尼进行更多的测试。该舰载着马可尼渡过大西洋到新斯科舍的格莱斯贝进行进一步的实验以越过大洋传输无线电讯息。12月15日，马可尼成功地从格莱斯贝利用无线电向普尔杜发送信息。1902年至1903年委内瑞拉危机期间，因委内瑞拉拒绝偿还外债，由英国、德国和意大利军舰组成的国际舰队封锁了该国水域，“卡洛·阿尔贝托”也因此被派往该水域。之后本舰于1903年初返回意大利，并于当年晚些时候短暂部署在塞萨洛尼基。1907年到1910年间，该舰担任射击和鱼雷训练舰。

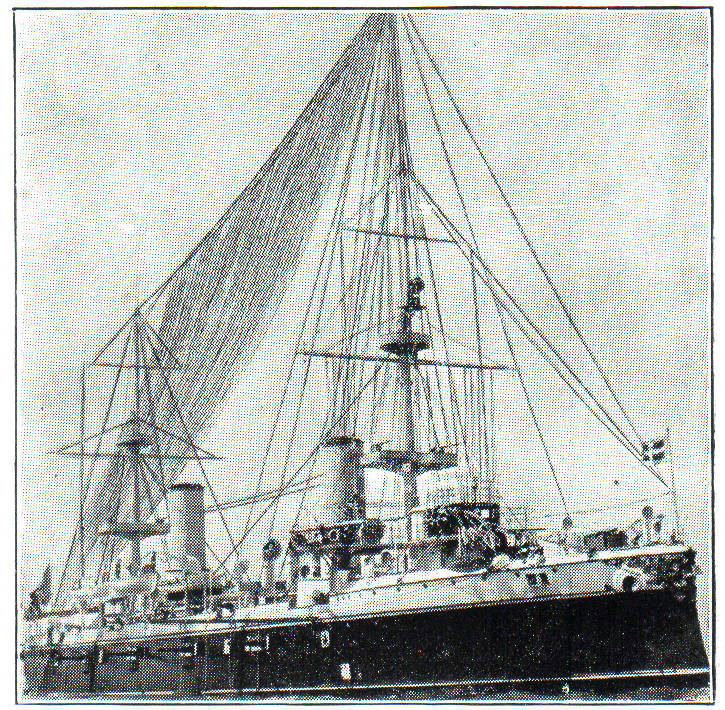
“卡洛·阿尔贝托”号在两根桅杆之间装设着马可尼天线。

当1911年9月29日意土战争爆发时，“卡洛·阿尔贝托”号被分配到练习舰队。在战争中，该舰炮轰了的黎波里的防御工事，并参与了对桑祖尔、祖瓦拉和的黎波里塔尼亚等地意大利军队提供炮火支援的行动。在这些任务中，该舰火炮频繁使用，以至于不得不在1912年初进行更换。战争结束后，本舰移防爱琴海，并一直驻扎到1913年3月。

在第一次世界大战开始时，“卡洛·阿尔贝托”号的装备就被认为已经跟不上时代，因此在战争期间并不十分活跃。整个一战期间，该舰几乎都驻扎在威尼斯。1917年，本舰开始在威尼斯驻地改装成运兵船。这项工程需要移除舰上原本敷设的装甲，增设一段新的甲板并进行大量内部装潢改造。第二年年初，这项工程终于在塔兰托完成。1918年4月4日，本舰重新服役，并改名为“森松”号（Zenson）。最终本舰于1920年6月12日报废，随后拆解。

## 脚注

### 引文
1. ↑  日本海人社出版 2014，第47頁
2. ↑  日本海人社出版 2014，第46頁
3. 1 2 3 4 5 6  Fraccaroli 1970，第28頁.
4. 1 2 3  Silverstone，第286頁
5. 1 2  Gardiner 1979，第350頁.
6. 1 2  Silverstone，第296頁
7. 1 2 3 4  Marchese，第69頁
8. ↑  Naval Notes–Italy
9. ↑  Weightman，第132–133頁
10. ↑  张亚东 2019，第267頁
11. ↑  启蒙编译所 2016，第453頁
12. ↑  杨盛翔 2017，第407頁
13. ↑  木同 2019，第64頁
14. ↑  李昊 2019，第247頁
15. ↑  李成文 2018，第280頁
16. ↑  王云五 1923，第4頁
17. ↑  王首燕 2007，第15頁
18. ↑  田丸卓郎 1932，第818頁
19. ↑  《世界地名手册》编辑组 1999，第280頁
20. ↑  田丸卓郎 1932，第818頁
21. ↑  Weightman，第132–149頁
22. ↑  Robinson，第420–421頁
23. ↑  Beehler，第10頁
24. ↑  中科院地理研究所 1996，第516頁
25. ↑  Stephenson，第111–13, 117, 225頁
26. ↑  Beehler，第65, 79, 84, 91頁

## 期刊来源
- . Journal of the Royal United Service Institution (London: J. J. Keliher). September 1901, XLV (283): 1136. OCLC 8007941 （英语）.
- Robinson, Charles N. (编).  XV (310). London: Hudson & Kearns. January 1903. OCLC 405497404.
- Marchese, Giuseppe. . La Posta Militare. February 1995, (69)  [2015-02-15]. （原始内容存档于2015-02-16） （英语）.